# Faoye
Faoye est une localité du Sine-Saloum (Sénégal), située à environ 25 km au sud  de Fatick. 

## Histoire
Faoye a été fondé au XIIe siècle.

## Administration
Faoye fait partie de la communauté rurale de Djilasse dans le département de Fatick.

## Géographie
Les localités les plus proches sont Djilasse, Ndof, Silif, Sarhor, Ro et Bolonas.

### Physique géologique
Faoye se situe à la limite de la zone humide du delta du Saloum.

### Population
Selon le PEPAM (Programme d'eau potable et d'assainissement du Millénaire), Faoye compte 994 habitants et 112 ménages.
La population est principalement d'origine sérère.

### Activités économiques

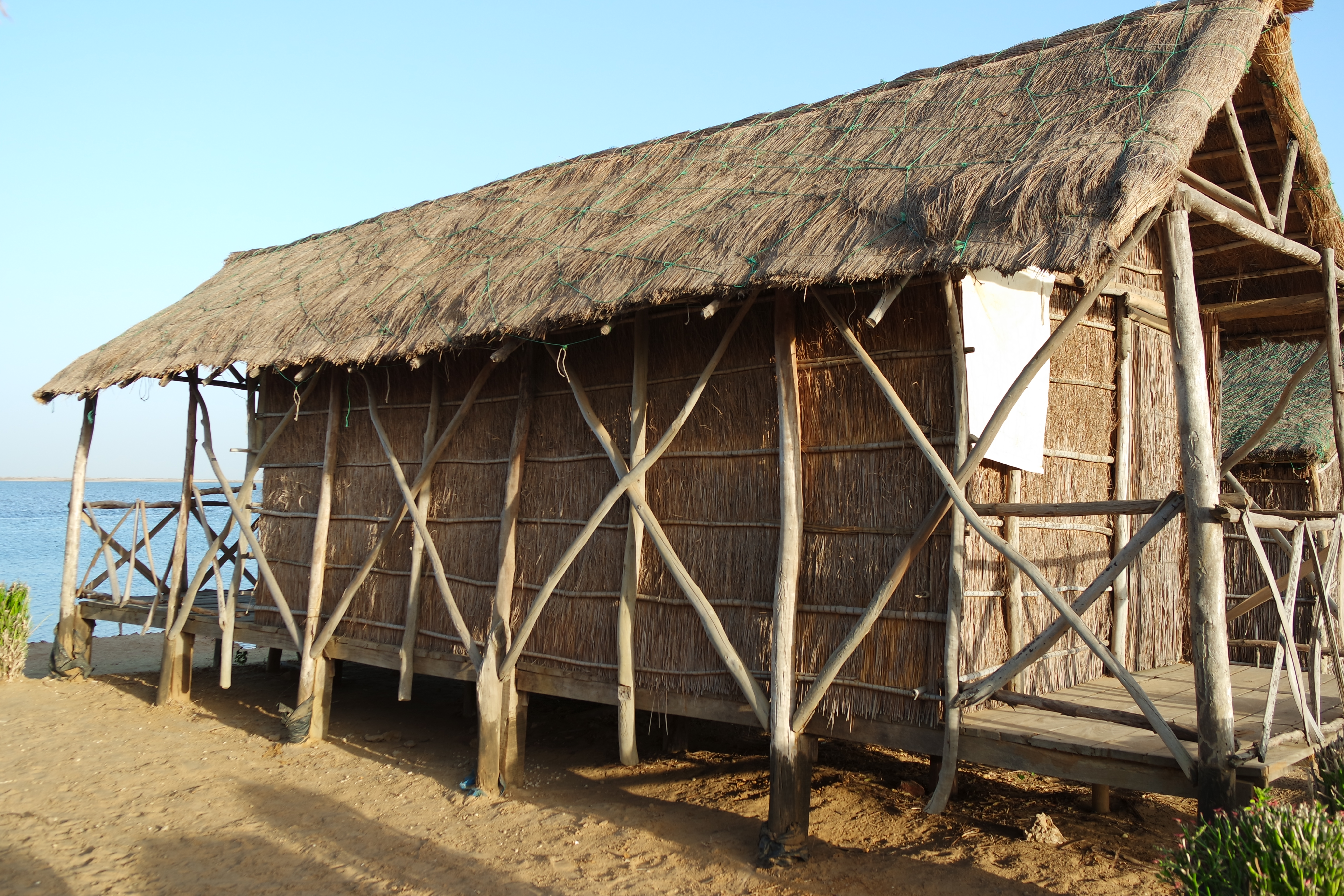
Eco-campement de Faoye.

Seule une mauvaise piste y conduit. La pêche et l'élevage sont à la base des activités locales.

## Personnalités
Ousmane Faye, dit Oussou Ndiol (artiste-chanteur)